# Zacarías de Israel

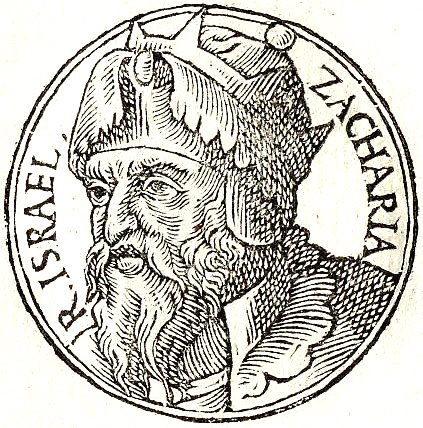
Zacarías de Israel.

Rey de Israel, hijo de Jeroboam II. Ascendió al trono en 753 A. C., al morir su padre. Tuvo su corte en Samaria. Hay controversia sobre las fechas de su reinado, ya que William Foxwell Albright da 746 a. C.-745 a. C., y E. R. Thiele ofrece 753 a. C.-752 a. C.
La Biblia relata sucintamente su reinado (2 Reyes, 15:8-12) e indica que "Hizo el mal a los ojos de Yahvé como hicieron sus padres". A los 6 meses de su reinado, un hombre llamado Sellum (Shallum) conspiró contra él y lo asesinó en Yibleam, para apoderarse del trono. Con la muerte de Zacarías concluyó la quinta dinastía del Reino de Israel, fundada por Jehú en 841 a. C.